# Pete Best
Randolph Peter Best, detto Pete (Chennai, 24 novembre 1941), è un batterista britannico, noto per essere stato il primo batterista dei Beatles dal 12 agosto 1960 al 16 agosto 1962, quando venne sostituito da Ringo Starr.

## Biografia

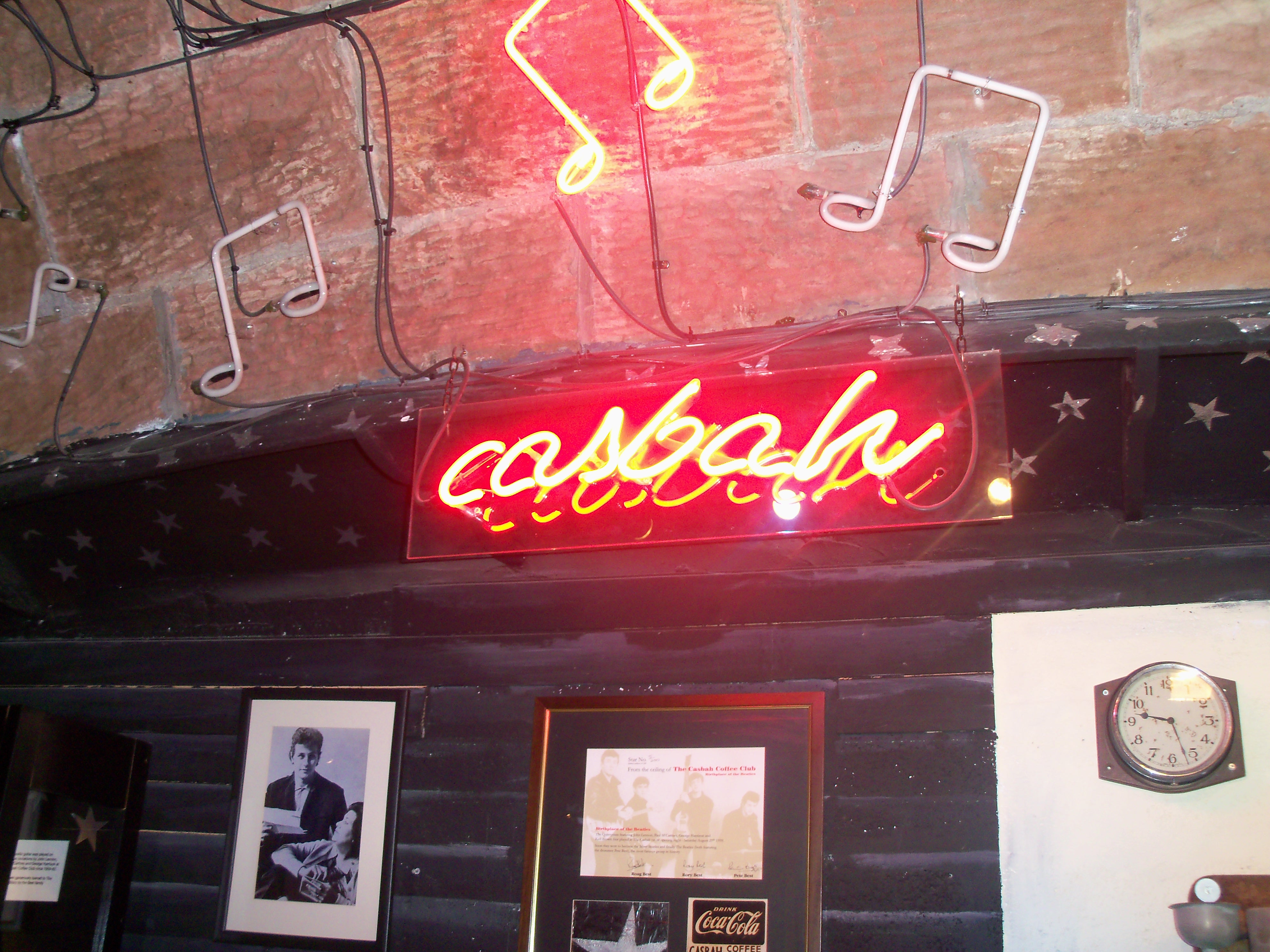
Ricostruzione di un particolare del club

Figlio maggiore di Mona Best (l'estrosa ideatrice del club The Casbah), Pete suonava con i Blackjacks, che avevano sostituito i Quarrymen come gruppo fisso del locale. Allan Williams, manager dei Beatles (che ancora per qualche giorno si sarebbero chiamati Quarrymen), per mettere fine ai continui cambiamenti del complesso dietro la batteria, in accordo con il loro promotore musicale Lord Woodbine, scritturò Pete per la tournée ad Amburgo, dove Best si esibì assieme a Lennon, McCartney, Harrison e Sutcliffe.
Nella città tedesca, dopo i primi momenti, cominciò a evidenziarsi un'incrinatura fra Best e il resto del gruppo. Il batterista aveva un carattere schivo e taciturno, che male si armonizzava con quello brillante e farsesco degli altri tre. Mentre tutti gli altri indossavano abiti uguali sul palco Pete suonava in maniche di camicia. Il batterista fu l'unico a non adottare la nuova pettinatura suggerita da Astrid Kirchherr e si rifiutò, a differenza degli altri, di assumere le anfetamine – sotto forma di pastiglie di Preludin – che servivano per mantenere le energie durante quei tour de force.
Comunque, benché fosse quello che legava meno con il resto del gruppo e che preferiva appartarsi mentre gli altri elementi socializzavano, Best si era rivelato un elemento fondamentale per la notorietà dei Beatles: la madre gestiva parallelamente al manager ufficiale quello che lei amorevolmente definiva il “gruppo di Pete”, conducendone a Liverpool il quartier generale del Casbah e fornendo il supporto di un telefono fisso e del furgone per gli spostamenti del gruppo; il batterista – che ad Amburgo aveva sviluppato un personale stile strumentale che gli aveva procurato il nome di “Atom Beat” – era molto popolare a Liverpool per il suo aspetto tenebroso e aveva un notevole seguito di ammiratrici, in certi casi molto superiore a quello degli altri componenti.
Una volta, per accontentare le fan, si ricorse persino a un'insolita collocazione della batteria in primo piano rispetto agli altri strumentisti sul palco. Il 6 giugno 1962, i Beatles furono convocati negli studi di registrazione EMI di Abbey Road per un provino. In quell'occasione il produttore George Martin individuò Best come l'anello debole del gruppo e pretese da Brian Epstein la sua sostituzione. Nell'agosto 1962 Best venne licenziato e sostituito da Ringo Starr, allora batterista del gruppo Rory Storm and the Hurricanes, anche se altri sostengono che il suo allontanamento fu dovuto non alla sua mancanza di abilità strumentale né al suo carattere schivo e taciturno, ma in larga misura a gelosie interne al gruppo, data la sua notorietà che offuscava gli altri tre musicisti.
John Lennon per anni sarebbe stato pervaso dai sensi di colpa, fino a dichiarare: «Ci comportammo da vigliacchi quando si trattò di cacciarlo». Anche i fan furono furiosi della sostituzione e lo stesso Neil Aspinall, lo storico road manager dei Beatles, grande amico di Pete, si rifiutò all'inizio di occuparsi del montaggio e dello smontaggio della batteria di Ringo. Anche se i documenti ufficiali della EMI parlano di un distacco amichevole è sicuro che Pete ne rimase profondamente amareggiato. Chiusa dolorosamente la parentesi con i Beatles Best rimase nel circuito musicale, dapprima nel gruppo Lee Curtis & The All Stars, formazione che Brian Epstein sosteneva in modo non ufficiale, ed ebbe modo di suonare due volte con il suo nuovo gruppo assieme a quello dei vecchi compagni. In seguito firmò un contratto con la Decca e incise un singolo con il nuovo complesso, divenuto i Pete Best Four e in un secondo momento i Pete Best Combo, un quintetto.
Sotto la gestione di Mona Best il Pete Best Combo (che vedeva la presenza di due sassofonisti) assieme agli Undertakers volò negli Usa, dove registrò una quarantina di brani e apparve in programmi televisivi, fino al ritorno in patria e al ripiego di Best verso un impiego fisso presso un ufficio di collocamento di Liverpool. Ciò non gli ha impedito di continuare a esibirsi e a incidere e nel 1993 ha partecipato a una tournée mondiale che, fra gli altri paesi, ha toccato la Russia, gli Stati Uniti e il Sud Africa. Dopo il suo pensionamento anticipato Best è stato invitato in Giappone e ha partecipato a diversi appuntamenti commemorativi. A seguito della pubblicazione nell'Anthology 1 di alcuni brani inediti che lo vedevano alla batteria pare che Pete Best sia stato gratificato di un assegno dell'ordine di 8 milioni di dollari, risarcimento postumo per il licenziamento imprevisto di più di trent'anni prima.
Il 28 giugno 2013, Pete Best, accompagnato dal fratello Vincent "Roag", ha partecipato come ospite d'onore al "Beatles Day" presso il "Cancello del Cinabro" di Genova, rispondendo a lungo alle domande e alle curiosità del pubblico ed esibendosi alla batteria in qualche famoso pezzo dei primordi dei Beatles. La serata, patrocinata dal Comune di Genova, è stata anche ripresa dal Telegiornale di  RAI Tre.
Il 19 aprile 2016 Pete Best si è esibito in Italia, suonando in un concerto al "Le Roi" di Torino; l'esibizione è stata preceduta da quella di alcuni complessi beat italiani (tra cui i Camaleonti, i Dik Dik, i New Dada e I Nuovi Angeli).

## Cinema
Nel 2008 Pete Best ha interpretato un cameo nel film commedia The Rocker - Il batterista nudo, che racconta di un batterista estromesso da una band che poi raggiunge il successo mondiale. Best è un uomo alla fermata dell'autobus che legge la rivista Rolling Stone con il gruppo in copertina.

## Discografia

### Con i Beatles

#### Album
- Best of the Beatles (Savage BM 71, 1965)[23]:
  - I Need Your Lovin; Just Wait and See; Casting My Spell; Keys to My Heart; Why Did You Leave Me Baby?; Like My Sister Kate; I Can't Do Without You Now; I'm Blue; Some Other Guy; She's Alright; Nobody But You; Last Night
- The Beatle That Time Forgot [Original Version] (Phoenix PB-22, 1981)[23]:
  - I'm Checking Out Now Baby; I'll Try Any Way; I Don't Know Why (I Just Do); How'd You Get to Know Her Name; She's Not the Only Girl in Town; If You Can't Get Her; More Than I Need My Self; I'll Have Everything Too; The Way I Feel About You; Don't Play with Me (Little Girl); Rock and Roll Music; All Aboard
- Rebirth (Phoenix PB-44, 1981)[23]:
  - I Can't Do Without You Now; Off the Hook; She's Alright; I Need Your Lovin'; Why Did You Leave Me Baby; High School Shimmy; I Wanna Be There; Everybody; Pete's Theme; Keys to My Heart
- The Beatle That Time Forgot [Reissue] (Phoenix PHX 340, 1982)[23]:
  - I'll Try Anyway; I Don't Know Why I Do (I Just Do); She's Not the Only Girl in Town; More Than I Need My Self; I'll Have Everything Too; I'm Checking Out Now Baby; How'd You Get to Know Her Name; If You Can't Get Her; Rock and Roll Music
- Anthology 1 - (20 novembre 1995) - Apple - 3 LP (batteria in My Bonnie, Ain't She Sweet, Searchin', Three Cool Cats, The Sheik of Araby, Like Dreamers Do, Hello Little Girl, Besame Mucho e Love Me Do).

#### CD
- Back to the Beat - (1995)[24]
- The Pete Best Combo: Beyond the Beatles 1964-1966 (1º febbraio 1996)[25]
- Live at the Adelphi Liverpool 1988 - (23 settembre 1996)[26]
- Anthology 1 - (20 novembre 1995) - Apple - 2 CD (batteria in My Bonnie, Ain't She Sweet, Searchin', Three Cool Cats, The Sheik of Araby, Like Dreamers Do, Hello Little Girl, Bésame mucho e Love Me Do).
- Best (18 agosto 1998)[27]
- Casbah Coffee Club 40th Anniversary Limited Edition (1999)[28]
- The Savage Young Beatles (10 maggio 2004)[29]

### Solista

#### Singoli
- I'm Gonna Knock on Your Door/Why Did I Fall in Love with You (Decca F 11929, 1964)[23]
- Don't Play with Me (Little Girl)/If You Can't Get Her (Happening 405, 1965)[23]
- If You Can't Get Her/The Way I Feel About You (Happening HA1117, 1965)[23]
- Kansas City/Boys (Cameo 391, 1965)[23]
- (I'll Try) Anyway/I Wanna Be There (Original Beatles Drummer 800, 1965)[23]
- Kansas City/Boys (Cameo 391, 1965)[23]
- I Can't Do Without You Now/Keys to My Heart (Mr. Maestro Records 711, 1965)[23]

#### CD
- Haymans Green – settembre 2008 (US), agosto 2008 (UK) (The Pete Best Band)[30]